# Jack Howcroft
John Thomas „Jack“ Howcroft (* 23. Oktober 1874 in Bolton; † 27. Dezember 1962 in Southport) war ein englischer Fußballschiedsrichter.

## Sportlicher Werdegang
Howcroft war ein langjähriger Schiedsrichter im Rahmen der Football League und Wettbewerben der englischen Football Association. Im August 1908 leitete er an der Stamford Bridge das Wiederholungsspiel bei der ersten Austragung des Charity Shield, als nach einem 1:1-Remis im ersten Spiel der Meister der Football League Manchester United sich mit einem 4:0-Erfolg über den Meister der Southern League Queens Park Rangers durchsetzte. Wenige Wochen später gehörte er zu den Spielleitern beim Fußballturnier der Olympischen Spiele 1908 in London und pfiff das Semifinalspiel zwischen dem späteren Goldmedaillengewinner Großbritannien und der Niederlande, das ebenfalls mit einem 4:0 endete. Insgesamt pfiff er zwischen 1908 und 1921 18 Länderspiele, neben Olympia waren darunter Pflichtspiele im Rahmen der British Home Championship. Zudem pfiff er das Finalspiel um den FA Cup 1919/20, in dem sich Aston Villa durch einen Treffer von Billy Kirton an der Stamford Bridge mit einem 1:0-Erfolg gegen Huddersfield Town durchsetzte.
Howcroft nutzte seine auch durch Länderspielreisen errungenen internationalen Kontakte, um vormaligen britischen Fußballspielern Trainerjobs in Kontinentaleuropa zu vermitteln. Nach dem Ende der Schiedsrichterkarriere lieferte er Beiträge zum Fußball- und Schiedsrichterwesen für die Berichterstattung der Tageszeitung Sunderland Echo.